# Olympische Sommerspiele 1920/Teilnehmer (Griechenland)
| Gelbes Symbol für Goldmedaillen mit stilisierten Olympischen Ringen | Graues Symbol für Silbermedaillen mit stilisierten Olympischen Ringen | Braundes Symbol für Bronzemedaillen mit stilisierten Olympischen Ringen |
| ------------------------------------------------------------------- | --------------------------------------------------------------------- | ----------------------------------------------------------------------- |
| —                                                                   | 1                                                                     | —                                                                       |

Griechenland nahm an den Olympischen Sommerspielen 1920 in Antwerpen, Belgien, mit einer Delegation von 47 Sportlern (allesamt Männer) an 34 Wettbewerben in acht Sportarten teil. Es konnte eine Medaille (Silber) gewonnen werden. Jüngster Athlet war der Sprinter Dimitrios Karabatis (20 Jahre und 328 Tage), ältester Athlet war der Ringer Dimitrios Vergos (34 Jahre und 109 Tage). Es war die siebte Teilnahme an Olympischen Sommerspielen für das Land. Fahnenträger war der Fechter Vasilios Zarkadis.

## Medaillengewinner

### Silber
| Name                                                                                                   | Sportart | Wettkampf                     |
| --- | -------- | ----------------------------- |
| Georgios Moraitinis Alexandros Theofilakis Ioannis Theofilakis Alexandros Vrasivanopoulos Iason Sappas | Schießen | Armeerevolver Mannschaft 30 m |

## Teilnehmer nach Sportarten

### Fechten
- S. Antonidas
  - Degen

Runde eins: in Gruppe eins (Rang fünf) für das Viertelfinale qualifiziert, vier Duelle gewonnen – fünf verloren
Viertelfinale: ausgeschieden in Gruppe drei (Rang elf), drei Duelle gewonnen – acht verloren

- Evangelos Skotidas
  - Degen

Runde eins: in Gruppe zwei (Rang zwei) für das Viertelfinale qualifiziert, vier Duelle gewonnen – drei verloren
Viertelfinale: ausgeschieden in Gruppe drei (Rang sieben), fünf Duelle gewonnen – sechs verloren
  - Säbel

Runde eins: ausgeschieden in Gruppe vier (Rang fünf), drei Duelle gewonnen – vier verloren

- Vasilios Zarkadis
  - Degen

Runde eins: ausgeschieden in Gruppe fünf (Rang acht), ein Duell gewonnen – sieben verloren
  - Säbel

Runde eins: ausgeschieden in Gruppe fünf (Rang fünf), vier Duelle gewonnen – vier verloren

### Fußball
- Ergebnisse
Achtelfinale: 0:9-Niederlage gegen Schweden
- Kader
Ioanis Andrianopoulos
Theodoros Dimitriou
Antonios Fotiadis
Agamemnon Gilis
Dimitrios Gotis
Yeorgios Hatziandreou
Yeorgios Kalafatis
Nikolaos Kaludis
Apostolos Nikolaidis
Theofilos Nikolaidis
Christos Pepas

### Gewichtheben
- Evangelos Menexis
  - Leichtgewicht

Finale: 205,0 kg, Rang zehn
Einhändiges Reißen: 50,0 kg, Rang elf
Einhändiges Stoßen: 60,0 kg, Rang neun
Stoßen: 95,0 kg, Rang sechs

### Leichtathletik
- Dimitrios Andromedas
  - 110 Meter Hürden

Runde eins: ausgeschieden in Lauf drei (Rang fünf), keine Zeit bekannt
  - Fünfkampf

Finale: 52 Strafpunkte, Rang 17, Wettkampf nach drei Wettbewerben beendet
200-Meter-Lauf: 29,0 s, Lauf drei (Rang zwei), Gesamtrang 17
1500-Meter-Lauf: nicht angetreten
Diskuswurf: 24,11 m, Rang 18
Speerwurf: nicht angetreten
Weitsprung: 5,655 m, Rang 17
  - Hochsprung

Qualifikationsrunde: 1,65 m, Rang 17, nicht für das Finale qualifiziert
  - Zehnkampf

Finale: Wettkampf nicht beendet (DNF)
100-Meter-Lauf: 524,0 Punkte, 12,6 s, Gesamtrang 21
110 Meter Hürden: nicht angetreten
400-Meter-Lauf: nicht angetreten
1500-Meter-Lauf: nicht angetreten
Diskuswurf: nicht angetreten
Hochsprung: 468,0 Punkte, 1,55 m, Rang 15
Kugelstoßen: 458,0 Punkte, 9,92 m, Rang 20
Speerwurf: nicht angetreten
Stabhochsprung: nicht angetreten
Weitsprung: 490,4 Punkte, 5,52 m, Rang 22

- Dimitrios Karabatis
  - 100-Meter-Lauf

Runde eins: ausgeschieden in Lauf neun (Rang vier), keine Zeit bekannt
  - 200-Meter-Lauf

Runde eins: ausgeschieden in Lauf sieben (Rang drei), 24,2 s, direkt hinter dem Zweitplatzierten

- Alexandros Kranis
  - 5000-Meter-Lauf

Runde eins: ausgeschieden in Lauf drei (Rang sechs), keine Zeit bekannt
  - 10.000-Meter-Lauf

Runde eins: ausgeschieden in Lauf drei (Rang sieben), 33:38,0 min, eine Runde Rückstand auf den Sechstplatzierten
  - Crosslauf

Finale: Rang 38, keine Zeit bekannt

- Apostolos Nikolaidis
  - Zehnkampf

Finale: Wettkampf nicht beendet (DNF)
100-Meter-Lauf: 476,400 Punkte, 12,8 s, Gesamtrang 23
110 Meter Hürden: nicht angetreten
400-Meter-Lauf: nicht angetreten
1500-Meter-Lauf: nicht angetreten
Diskuswurf: nicht angetreten
Hochsprung: 608,000 Punkte, 1,65 m, Rang vier
Kugelstoßen: 605,000 Punkte, 11,39 m, Rang sechs
Speerwurf: nicht angetreten
Stabhochsprung: nicht angetreten
Weitsprung: 472,025 Punkte, 5,445 m, Rang 23

- Menelaos Ponireas
  - Dreisprung

Qualifikationsrunde: 12,600 m, Rang 18, nicht für das Finale qualifiziert

- Panagiotis Retelas
  - 5000-Meter-Lauf

Runde eins: ausgeschieden in Lauf eins, Rennen nicht beendet (DNF), Aufgabe in Runde fünf

- Konstantinos Roumbesis
  - Fünfkampf

Finale: 48 Strafpunkte, Rang 16, Wettkampf nach drei Wettbewerben beendet
200-Meter-Lauf: 25,8 s, Lauf sechs (Rang drei), Gesamtrang 16
1500-Meter-Lauf: nicht angetreten
Diskuswurf: 30,25 m, Rang 17
Speerwurf: nicht angetreten
Weitsprung: 5,890 m, Rang 15

- Iraklis Sakellaropoulos
  - Marathon

Finale: 3:14:25,0 h, Rang 32

- Peter Trivoulidis
  - Marathon

Finale: Wettkampf nicht beendet (DNF)
  - Crosslauf

Finale: Rang 39, keine Zeit bekannt

### Ringen
Griechisch-Römisch
- Ioannis Dialetis
  - Federgewicht

Runde eins: Schulterniederlage gegen Adrian Brian aus den Vereinigten Staaten von Amerika

- Sotirios Notaris
  - Mittelgewicht

Runde eins: Niederlage gegen Mihkel Müller aus Estland durch Disqualifikation

- Vasilios Pavlidis
  - Leichtgewicht

Runde eins: Schulterniederlage gegen Charles Frisenfeldt aus Dänemark

- Dimitrios Vergos
  - Schwergewicht

Runde eins: Freilos
Runde zwei: Schulterniederlage gegen Jaap Sjouwerman aus den Niederlanden

- Vasileios Vougoukos
  - Leichtgewicht

Runde eins: Punktniederlage gegen George Metropoulos aus den Vereinigten Staaten von Amerika

Freistil
- Ioannis Dialetis
  - Federgewicht

Rang neun
Runde eins: Niederlage durch Punktrichterentscheidung gegen Charles E. Ackerly aus den Vereinigten Staaten von Amerika

- Dimitrios Vergos
  - Schwergewicht

Rang neun
Runde eins: Freilos
Runde zwei: Niederlage nach Punkten gegen Otto Borgström aus Schweden

### Schießen
Armeerevolver 30 Meter Mannschaft
- Ergebnisse
Finale: 1285 Punkte, Rang zwei
- Mannschaft
Georgios Moraitinis
Alexandros Theofilakis
Ioannis Theofilakis
Alexandros Vrasivanopoulos
Iason Sappas

Armeerevolver 50 Meter Mannschaft
- Ergebnisse
Finale: 2240 Punkte, Rang vier
- Mannschaft
Georgios Moraitinis
Alexandros Theofilakis
Ioannis Theofilakis
Alexandros Vrasivanopoulos
Iason Sappas

Armeegewehr liegend 300 Meter Mannschaft
- Ergebnisse
Finale: 270 Punkte, Rang elf
- Mannschaft
Konstantinos Kefalas
Emmanouil Peristerakis
Alexandros Theofilakis
Ioannis Theofilakis
Andreas Vichos

Armeegewehr liegend 300 und 600 Meter Mannschaft
- Ergebnisse
Finale: 553 Punkte, Rang sieben
- Mannschaft
Konstantinos Kefalas
Emmanouil Peristerakis
Alexandros Theofilakis
Ioannis Theofilakis
Vasileios Xylinakis

Armeegewehr liegend 600 Meter Mannschaft
- Ergebnisse
Finale: 270 Punkte, Rang sieben
- Mannschaft
Konstantinos Kefalas
Emmanouil Peristerakis
Alexandros Theofilakis
Ioannis Theofilakis
Andreas Vichos

Armeegewehr stehend 300 Meter Mannschaft
- Ergebnisse
Finale: 209 Punkte, Rang 13
- Mannschaft
Konstantinos Kefalas
Emmanouil Peristerakis
Ioannis Theofilakis
Andreas Vichos
Vasileios Xylinakis

Freies Gewehr Dreistellungskampf 300 Meter Mannschaft
- Ergebnisse
Finale: 3901 Punkte, Rang, Rang 13
- Mannschaft
Georgios Moraitinis
Alexandros Theofilakis
Ioannis Theofilakis
Alexandros Vrasivanopoulos
Iason Sappas

Kleinkaliber stehend 50 Meter Mannschaft
- Ergebnisse
Finale: 1727 Punkte, Rang zehn
- Mannschaft
Konstantinos Kefalas
Emmanouil Peristerakis
Ioannis Theofilakis
Andreas Vichos
Vasileios Xylinakis

Einzel
- Konstantinos Kefalas
  - Kleinkaliber stehend 50 Meter

Finale: kein Ergebnis bekannt

- Emmanouil Peristerakis
  - Kleinkaliber stehend 50 Meter

Finale: kein Ergebnis bekannt

- Ioannis Theofilakis
  - Armeegewehr liegend 600 Meter 

Finale: 59 Punkte, Rang vier
  - Kleinkaliber stehend 50 Meter

Finale: kein Ergebnis bekannt
  - Scheibenpistole 50 Meter

Finale: 462 Punkte, Rang zehn

- Andreas Vichos
  - Kleinkaliber stehend 50 Meter

Finale: kein Ergebnis bekannt

- Vasileios Xylinakis
  - Kleinkaliber stehend 50 Meter

Finale: kein Ergebnis bekannt

- Iason Sappas
  - Scheibenpistole 50 Meter

Finale: 464 Punkte, Rang acht

### Tennis
- Augustos Zerlendis
Rang 17
Runde eins: Freilos
Runde zwei: 2:3-Satzniederlage gegen Gordon Lowe aus Großbritannien

### Wasserball
- Ergebnisse
Vorrunde: Freilos
Viertelfinale: 0:7-Niederlage gegen die Vereinigten Staaten von Amerika
- Kader
Andreas Asimakopoulos
Nikolaos Baltatzis-Mavrokordatos
Savvas Mavridis
Konstantinos Nikolopoulos
Georgios Pilavachis
Pantelis Psychas
Aristidis Rousias
Mikes Tsamis
Dionysios Vasilopoulos